# Australasian Championships 1908
Gli Australasian Championships 1908 (conosciuto oggi come Australian Open) sono stati la 4ª edizione degli Australasian Championships e quarta prova stagionale dello Slam per il 1908. Si è disputato dal 7 dicembre al 12 dicembre 1908 sui campi in erba del White City Tennis Club di Sydney in Australia. 
Il singolare maschile è stato vinto dallo statunitense Fred Alexander, che si è imposto sull'australiano Alfred Dunlop in cinque set. Nel doppio maschile si è imposta la coppia formata da Fred Alexander e Alfred Dunlop. 
Non si sono giocati i tornei femminili e il doppio misto che saranno introdotti nel 1922.

## Risultati

### Singolare maschile
Fred Alexander ha battuto in finale  Alfred Dunlop con il punteggio di 3–6, 3–6, 6–0, 6–2, 6–3.

### Doppio maschile
Fred Alexander /  Alfred Dunlop hanno battuto in finale  Granville Sharp  /  Tony Wilding con il punteggio di 6–3, 6–2, 6–1.